# Carl Gottfried Gok

Carl Gottfried Gok

Carl Gottfried Gok (* 1. November 1869 in Altshausen; † 11. August 1945 in Hamburg-Sankt Pauli) war ein deutscher Geschäftsmann und Politiker (DNVP). Gok gehörte von 1924 bis 1930 und von 1932 bis 1936 dem Reichstag an.

## Leben und Wirken
Carl Gottfried Gok besuchte die Volksschule und danach die Lateinschule in Göppingen. Danach besuchte er theologische Seminare in Schöntal und Urach und das Karls-Gymnasium in Stuttgart. Ab 1888 gehörte er dem Grenadierregiment König Karl Nr. 123 in Ulm an. 1890 wurde er zum Sekondeleutnant befördert, im Dezember 1891 trat er zur Reserve über. Es folgten weitere Stationierungen, zuletzt 1892 als Preußischer Hauptmann des Landinfanterieregiment I. Im Jahr 1896 wurde er Steuermann, 1899 erwarb er das Schifferexamen an der Navigationsschule in Lübeck. Von 1896 bis 1911 war Gok im Dienst der Hamburg-Amerika-Linie tätig. Ab 1908 war er in Ostasien als Inspektor und als Leiter der Niederlassungen Tsingtau und Hongkong tätig.
Von Juli 1911 bis 1933 war er – unterbrochen von 1914 bis 1918 durch die Teilnahme am Ersten Weltkrieg – für die Hamburger Werft Blohm & Voss tätig, bei der er es schließlich bis zum Generaldirektor brachte. Seit 1921 war er zudem Beisitzer des Hamburgischen Gewerbegerichts und Mitglied im Vorstand des Vereins der Deutschen Eisen- und Stahlindustriellen. 1927 wurde er Arbeitsrichter.
Als Geschäftsmann galt Gok als einer der am besten vernetzten Männer der deutschen Wirtschaft. Öffentlich fiel er vor allem aufgrund seiner Gegnerschaft zu den Gewerkschaften auf. 1930 erhielt Gok von der Universität Tübingen den Titel eines Ehrendoktors (Dr. rer. pol. e.h.).
Abseits seiner Tätigkeit als Reeder engagierte sich Gok in der Deutschnationalen Volkspartei (DNVP), für die er ab 1924 dem Reichstag angehörte. Als wichtigster Anhänger von Alfred Hugenberg im Hamburger Landesverband der DNVP hatte Gok 1928 maßgeblichen Anteil an der Durchsetzung Hugenbergs als des neuen Vorsitzenden der Partei. 1931 nahm er an der Harzburger Front teil. Gok war auch ein Anhänger eines Krieges gegen die Sowjetunion, so verkündete er öffentlich beim Halberstädter Verbandstag des Alldeutschen Verbandes 1927:
„ein monarchisches Deutschland, ist die einzige Macht in der heutigen Welt, die in Rußland wahre Ordnung schaffen und damit auch der Welt den wahren Frieden wiedergeben kann. Es fehlt nicht an Anzeichen, daß diese Erkenntnis auch in den angelsächsischen Ländern bei den Einsichtigen aufzudämmern beginnt.“
Nachdem Carl Gottfried Gok von 1924 bis 1930 als Abgeordneter seiner Partei für den Wahlkreis 34 (Hamburg-Altona) dem Reichstag angehört hatte, schied er bei den Septemberwahlen von 1930 aus dem Parlament aus. 1932 konnte er schließlich in den Reichstag zurückkehren. Seit der Auflösung der DNVP und aller anderen Parteien in Deutschland mit Ausnahme der NSDAP im Sommer 1933 gehörte Gok dem – nun jeder Macht beraubten – Parlament noch bis 1936 als Gast der NSDAP-Fraktion an. Am 29. März 1936 kandidierte er erneut bei der Reichstagswahl, wurde diesmal jedoch nicht mehr gewählt.
Von 1933 bis 1945 war er in leitenden Positionen für die Pommerschen Kalkwerke und die Wirtschaftsvereinigung Steine und Erde tätig. Von 1940 bis 1945 wurde er als Dienstverpflichteter zum Leiter der Produktionsabteilung im Landwirtschaftsamt berufen.
Goks Nachlass lagert heute im Bundesarchiv Koblenz. Der Nachlass ist als NL 34 gekennzeichnet, enthält Materialien aus den Jahren 1914 bis 1937 und umfasst 0,25 laufende Regalmeter. Der Nachlass umfasst Fragmente von Goks unveröffentlichten Lebenserinnerungen, Reden und Publikationen und einige Unterlagen zu seiner beruflichen Tätigkeit als Werftdirektor.

## Schriften
- Carl Gottfried Gok: Rede auf dem Alldeutschen Verbandstag 1934. In: Hans Adolf Jacobsen und Werner Jochmann: Ausgewählte Dokumente zur Geschichte des NS, Bd. 1, Bielefeld 1960.